# Нью-Орлінс Сейнтс
«Нью-О́рлінс Сейнтс» (англ. New Orleans Saints) — американська професіональна команда з американського футболу з міста Новий Орлеан (штат Луїзіана). Заснована в 1967 році. Команда є членом Південного дивізіону Національної футбольної конференції Національної футбольної ліги.
Домашнім полем для «Сейнтс» є Мерседес-Бенц Супердом (колишня назва Луїзіана-супердом).
«Святі» виграли Супербол (чемпіонат Американського футболу) у 2009 році (англ. AFC-NFC Super Bowl).

## Посилання

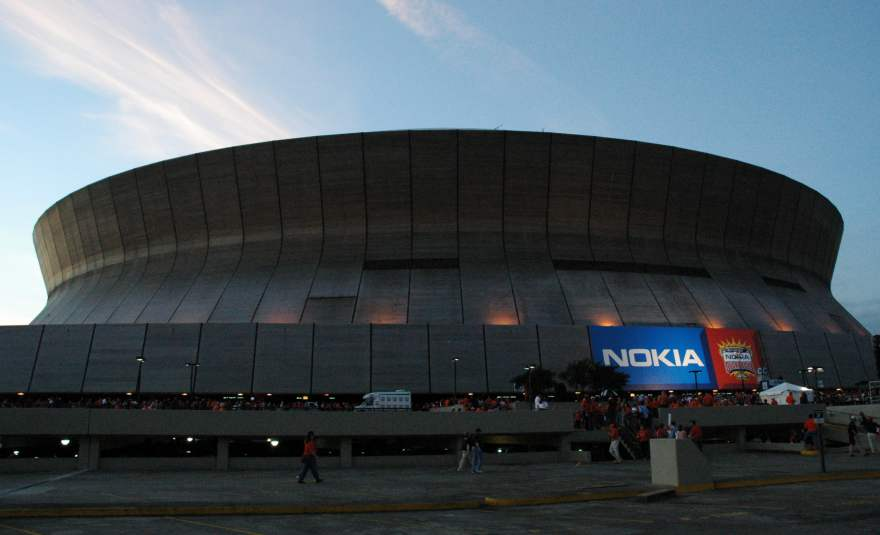
Мерседес-Бенц Супердом (колишня назва Луїзіана-супердом)